# Saint-Amour-Bellevue
 Saint-Amour-Bellevue  es una población y comuna francesa, en la región de Borgoña, departamento de Saona y Loira, en el distrito de Mâcon y cantón de La Chapelle-de-Guinchay.

## Demografía
| 514 | 538 | 502 | 455 | 492 | 460 |
| Para los censos de 1962 a 1999 la población legal corresponde a la población sin duplicidades (Fuente: INSEE [Consultar]) |     |     |     |     |     |